# 蓬萊尚賢
蓬萊 尚賢（ほうらい ひさかた、元文4年9月18日（1739年10月20日） - 天明8年 7月2日（1788年8月3日））は江戸時代の伊勢神宮祠官、国学者。宇治会合年寄役、御師、内宮権祢宜兼副大物忌父。
室町時代以来伊勢神宮祠官を世襲する荒木田姓蓬萊家に生まれた。谷川士清に垂加神道を学ぶと同時に賀茂真淵に国学の指導を受け、安永以後本居宣長に従い専ら国学を研究し、江戸・遠江国の国学者とも盛んに交流した。内宮林崎文庫の再興を主導した。

## 生涯

### 垂加神道の修学
元文4年（1739年）9月18日伊勢国度会郡宇治中之切町長之世古の内宮祠官蓬萊家に生まれた。
内宮内人八羽光当に有職故実を学んだ後、宝暦9年（1759年）頃安濃津新町の谷川士清洞津塾に入門し、当時流行していた垂加神道的解釈に基づいて『日本書紀』等の教授を受けた。塾では松岡文雄、河北景楨、石井正道、菅生由章等に経史を学んだほか、奥田三角、臼井遁叟、龍草廬等に漢詩文の指導を受けた。
宝暦9年（1759年）垂加神道家竹内式部が宝暦事件により京都を追われ、同じ玉木正英門下の士清を頼って伊勢国に逃れると、尚賢は士清と協力して宇治に匿い、洞津塾や林崎文庫で講義を受けた。
宝暦13年（1763年）3月式部の宇治滞在が在京の祭主藤波季忠に露見すると、4月権祢宜河井図書が関白近衛内前に呼び出され、5月14日式部の宇治退去が命じられた。この最中の4月父尚喜が宇治年寄役を辞職し、尚賢が役職を引き継いだ。

### 国学への傾倒
宝暦13年（1763年）以前士清は江戸での賀茂真淵の名声を聞き、尚賢等を通じて接触し、たびたび意見交換を求めた。士清の『日本書紀通証』を読んだ真淵は、神代紀の解釈に混入する儒教的要素に嫌悪感を示したが、尚賢の向学心を評価し、士清門下のまま真淵の指導も受けるようになった。明和2年（1765年）秋本居宣長にも対面した。
明和6年（1769年）明和事件で竹内式部が捕縛され、垂加神道の勢力が衰退する一方、尚賢は『冠辞考』『古言梯』等を通じて江戸の国学に感化され、『万葉集』の研究に向かった。
明和8年（1771年）同業中川経雅、一文字尚胤等と江戸に出て、楫取魚彦、羽倉御風に古歌の講義を受けた。安永元年（1772年）同門柄崎士愛に宛てて「何となく山崎子之説に疑念生し申候」と垂加神道に疑問を呈し、国学の訓詁学的研究の必要性を訴えている。

### 家業の継承と国学の活動
明和9年（1772年）11月父尚喜が死去し、安永2年（1773年）1月内宮権祢宜副大物忌父の職を継承した。なお、大物忌父（おおものいみのちち）とは、子良と呼ばれる神官の女児に仕え、宮中での祭祀を補佐する役職である。
安永2年（1773年）9月本居宣長が執筆中の『古事記伝』稿本を入手し、「実（まこと）に言さへぐ他国（あだしくに）の意思（こころ）を濯き捨て、我天皇（すめろぎ）の敷ませる大御国の状（すがた）は如此有（かかる）おもむきならん歟」と感動し、晩年まで稿本が成る度に取り寄せて筆写した。
安永3年（1774年）5月1日旧跡考証のため長崎旅行に出発、京都、大坂、兵庫、小倉、博多、原田、佐賀を経て、6月8日長崎に到着、唐人屋敷やオランダ船の入港等を見学して異国文化への好奇心を満たし、広島、岡山、安濃津を経て、8月11日帰郷した。
安永5年（1776年）には病の士清に代わって河北景楨と『和訓栞』の校正、『日本書紀通証』の補正を行ったが、10月完成を見ずに死別した。
故真淵門下の楫取魚彦、内山真竜、栗田土満、三島景雄等とも盛んに交流し、宣長の『古事記伝』稿本を貸し出すなどして、伊勢国学の江戸、遠江国への普及に貢献した。安永6年（1777年）と安永9年（1780年）宇治会合年寄役として江戸で徳川家治に年初の挨拶を行ったが、この際にも魚彦や真竜の元を訪れ、書物を取り交わしている。
安永9年（1780年）12月4日摂政九条尚実家臣南条一学の斡旋で光格天皇即位の礼に参列し、曽我部元寛等京都の文人と交流した。
天明2年（1782年）内宮林崎文庫の書院を修理し、敷地を拡張、三都に書籍取次所を設置して広く献本を募り、天明4年（1784年）村井古巌から大部の蔵書の献納を受けた。
天明7年（1787年）本居宣長に正式に入門した。天明8年（1788年）7月2日死去し、宇治浦田今北山に葬られた。

## 著書

### 手記
- 『書斎見聞録』 - 宝暦11年（1761年）6月から年末までの手記[6]。
- 『琢斎未申所録』[2]
  - 『癸未所録』 - 宝暦13年（1763年）の手記[24]。
  - 『甲申所録』 - 明和元年（1764年）の手記[24]。
- 『丙申所録』 - 安永5年（1776年）1月から10月までの手記[25]。
- 『亥丑録』 - 安永8年（1779年）10月から天明元年（1781年）10月までの手記[26]。

### 歌集
- 『古謌集』 - 明和9年（1772年）8月13日江戸遊学中に編纂[27]。
- 『擬古謌集』- 安永3年（1774年）12月20日編纂。賀茂真淵門下の万葉調歌を集める[10]。

### 紀行
- 『白縫遊』 - 安永3年（1774年）長崎旅行の際の紀行。「白縫」は筑紫の枕詞。

## 家族
蓬萊家は伊勢国度会郡楠部郷尾崎村（三重県伊勢市楠部町字尾崎）発祥。居住地の字名洞（ほら）を以って蓬萊（ほうらい）と号し、室町時代以来大物忌副職を世襲した。
- 父：蓬萊尚喜（正徳4年（1714年）4月15日 – 明和9年（1772年）11月6日） - 磯部親房三男[29]。
- 母：利通子（享保7年（1722年）5月2日 – 天明6年（1786年）9月18日） - 岩崎久明娘[30]。
  - 長妹：加免子（寛保2年（1742年）1月11日 – 寛政11年（1799年）1月2日） - 磯部親門妻[30]。
  - 次妹 – 夭折[30]。
  - 三妹：水尾子（延享4年（1747年）1月12日 – 安永5年（1776年）3月3日） - 岩崎久倫妻[30][7]。
- 妻：八十子（延享3年（1746年）4月1日 - 寛政11年（1799年）9月6日） - 師谷川士清娘[23]。宝暦11年（1761年）頃結婚[30]。
  - 長男：駒之助（宝暦13年（1763年）1月17日没）[30]
  - 次男：蓬萊尚陽（安永6年（1777年）3月21日 – 文化4年（1807年）3月14日）[31] - 聴覚、知能に障害を持ち、子を残せずに没した[32]。
- 妾：三幸（宝暦11年（1761年）12月22日 - 安永9年（1780年）7月15日） - 河崎佐々木又市娘。安永7年（1778年）7月健康な跡継ぎを産むため娶ったが、平三郎を出産後、痰・咳・浮腫を患い急死した[33]。
  - 庶子：平三郎河満（安永9年（1780年）7月1日 – 天明6年（1786年）8月27日）[34]